# 스카라극장

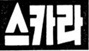

스카라극장은 충무로(지번:서울 중구 초동 42, 도로명:서울 중구 충무로 29)에 1935년부터 2005년까지 있었던 영화관이다.

## 역사
1935년 일본인이 약초정(지금의 충무로)에 약초극장(若草劇場, わかくさげきじょう)을 세웠다. 12월 30일 낙성, 31일부터 영업을 시작했다.
약초 동보 극장으로도 불렸는데 ‘동보’란 이름은 일본의 메이저 영화사인 도호를 지칭하는 것으로 당시 일본 영화사들의 국내 투자가 부분적으로 행해졌음을 확인할 수 있다.
대지 면적은 약 300평으로 도로면이 좁아 극장 전면을 대로에 접하게했다.
건축연면적은 658평으로 철골철근 콘크리트 구조이며, 2개층의 관람석을 갖는 순수 영화관으로 계획되었다.
당시에는 영화상영과 공연물 등이 극장에 함께 선보였다.
약초극장은 1,172석을 보유한 대형극장으로서, 한국영화사에서 끊임없이 화제를 만들었던 공간이기도 하다.
해방 이후 1946년, 지배인이던 홍찬이 극장을 인수하여 수도극장으로 명을 바꾸고
이후 단성사, 국도극장과 함께 서울의 대표적인 극장으로 이름을 알리게 된다.
1954년 12월 14일에는 국내 최초의 키스신이 나오는 영화 《운명의 손》(한형모 감독)이 개봉되어 당시 대중들은 문화적 충격을 받게 된다.
1955년 이후로는 외화 상영을 주로 하게 되어 《바람과 함께 사라지다》 등의 영화를 상영하게 된다.
그 후 수익악화로 1962년 4월 김근창 대표에게 소유권이 넘어가고 9월 13일 스카라극장(Theatre Scala)으로 이름을 바꾸고 재 개관을 한다.
90년대 초까지 대형상영관이라는 현대식 시설로 서울 10대 영화관으로 손꼽히기도 하였다.
하지만 건너편 명보극장이 5개관으로 확장되고 현대식 극장들이 새로 생기면서 작품수급에 어려움을 겪어 왔다.
그래서 중간에 대대적인 보수 공사를 실시해 좌석을 700여석으로 줄이면서 좌석간 거리를 넓혔다.
그리고 그 해 영화주간지 《씨네21》이 선정한 극장조사에서 1위를 차지하기도 하였다.

## 철거
2005년 11월 11일 문화재청은 스카라극장을 근대문화유산으로 문화재 등록하겠다는 예고를 했다. 그리고 한 달 뒤인 12월 6일, 건물주가 건물을 철거하였다. 문화재청에 따르면 건물주가 스카라극장의 문화재 등록을 피하기 위해 건물을 철거한 것이다.

## 참조
1. ↑  《京城日報》, 1935.12.31.
2. ↑  이근혜, 《일제강점기 근대 문화 공간 표현 특성에 관한 연구》 경원대학교 일반대학원, 2008, p94-98
3. ↑  이용남, 《해방 전 조선 영화극장사 고찰》 청주대학교, 2001, p117-118
4. ↑  문화재청공고 제2005-190호
5. ↑  노형석 (2005년 12월 8일). “문화재 예고 ‘스카라’ 무단 철거”. 《한겨레》. 2019년 8월 13일에 원본 문서에서 보존된 문서.
6. ↑  김용래 (2005년 12월 8일). “<고침> 문화(문화재 등록예고 스카라극장 일부 철거)”. 《연합뉴스》.
7. ↑  근대문화재 등록예고 이후 훼손 심각 - 국회의원 심재철 (1958년) 보도자료, 2006-04-25.

## 같이 보기
- 국도극장
- 명보극장
- 중앙시네마